# Copa do Burundi de Futebol
A Burundian Cup é o principal torneio eliminatório do futebol masculino de Burundi. Ela é organizada pela Federação de Futebol do Burundi.

## Campeões
- 1982: Vital'O FC
- 1983: Inter FC
- 1984: Inter FC
- 1985: Vital'O FC
- 1986: Vital'O FC
- 1987: Muzinga FC
- 1988: Vital'O FC
- 1989: Vital'O FC
- 1990: AS Inter Star ou Inter FC
- 1991: Vital'O FC
- 1992: Prince Louis FC
- 1993: Vital'O FC
- 1994: Vital'O FC
- 1995: Vital'O FC
- 1996: Vital'O FC
- 1997: Vital'O FC
- 1998: Elite
- 1999: Vital'O FC
- 2000: Athlético Olympic FC
- 2001–2010: não houve
- 2011: LLB Académic 0-0 (6-5 pen) Athlético Olympic FC
- 2012: LLB Académic 1-0 Vital'O FC
- 2013: Académie Tchité FC 0-0 (vitória por pen) LLB Académic
- 2014: LLB Académic (4-3 pen) Le Messager Ngozi